# Kék fásgereben
A kék fásgereben (Hydnellum caeruleum) a Bankeraceae családba tartozó, Európában és Észak-Amerikában honos, savanyú talajú fenyvesekben, vegyes erdőkben élő, nem ehető gombafaj. 

## Megjelenése
A kék fásgereben kalapja 3-12 cm széles, alakja fiatalon kissé domború, amely lapossá vagy némileg bemélyedővé terül ki. Széle idősen taplógombaszerűen lebenyes lehet. Felülete kissé bársonyos, a közepén inkább sima; egyenetlen felhasadozó. Színe fiatalon kékesfehéres, élénkazúr, ibolyáskék, majd kihalványodik, idősen megbarnul; a széle világosabb. Néha több termőtest összenőhet. 
Termőrétege 3-6 mm-es tüskékből áll, lefutó. Színe fiatalon fehéres vagy világos kékesszürke, idősen barnás. 
Húsa szívós, ruganyos. Fehéres, narancs, barna és kék zónák váltakoznak benne. Kissé lisztes szagú és ízű. 
Tönkje 2-5 cm magas és a csúcsánál 1-3 cm vastag. Alakja nagyjából hengeres vagy a tövénél kiszélesedő. Színe narancsbarnás, felülete nemezes.
Spórapora barna. Spórája nagyjából gömb vagy szabálytalan alakú, felülete szemölcsös, mérete 5-6,5 x 4,5-5,5 µm.

### Hasonló fajok
Hasonlíthat hozzá a narancssárga fásgereben.

## Elterjedése és termőhelye
Európában és Észak-Amerikában honos. Magyarországon nagyon ritka, veszélyeztetett faj.
Savanyú talajú fenyvesekben vagy vegyes erdőkben él luc, kéttűs fenyők és bükk alatt. Augusztustól szeptemberig terem.

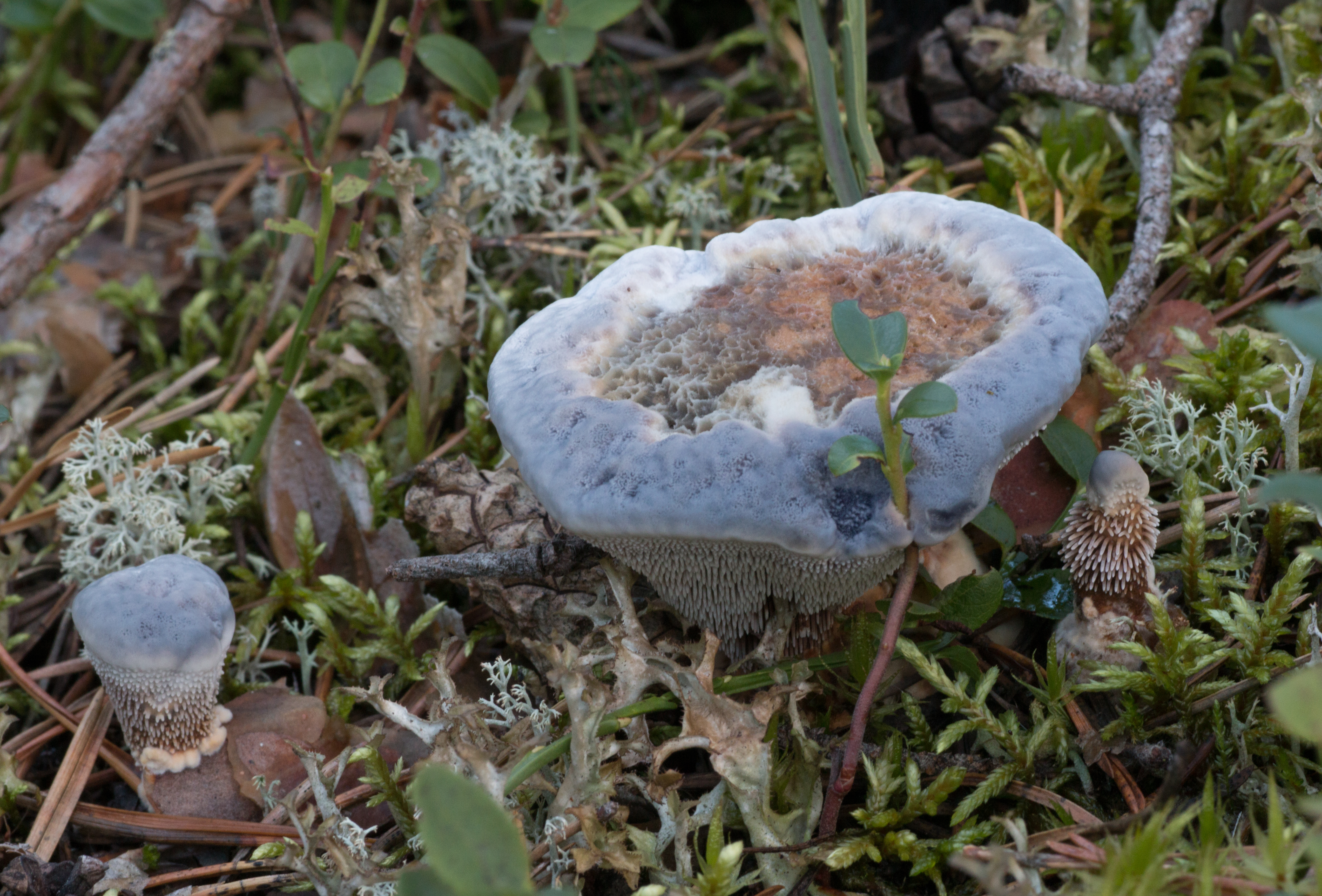
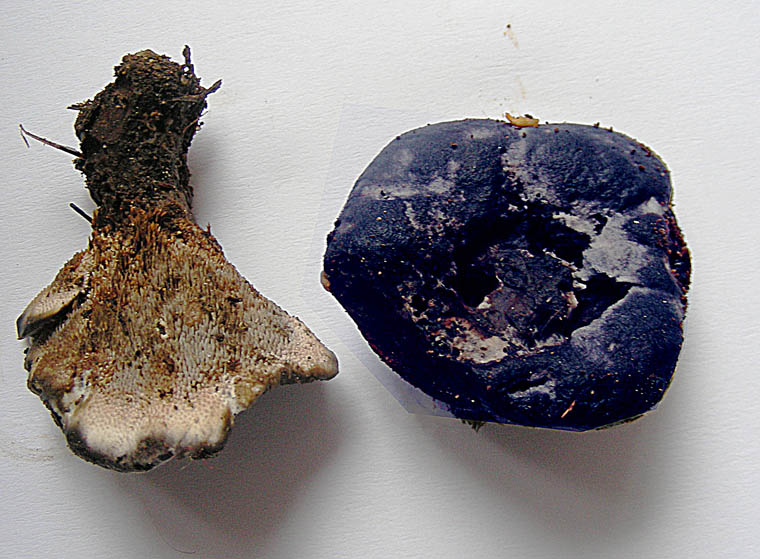
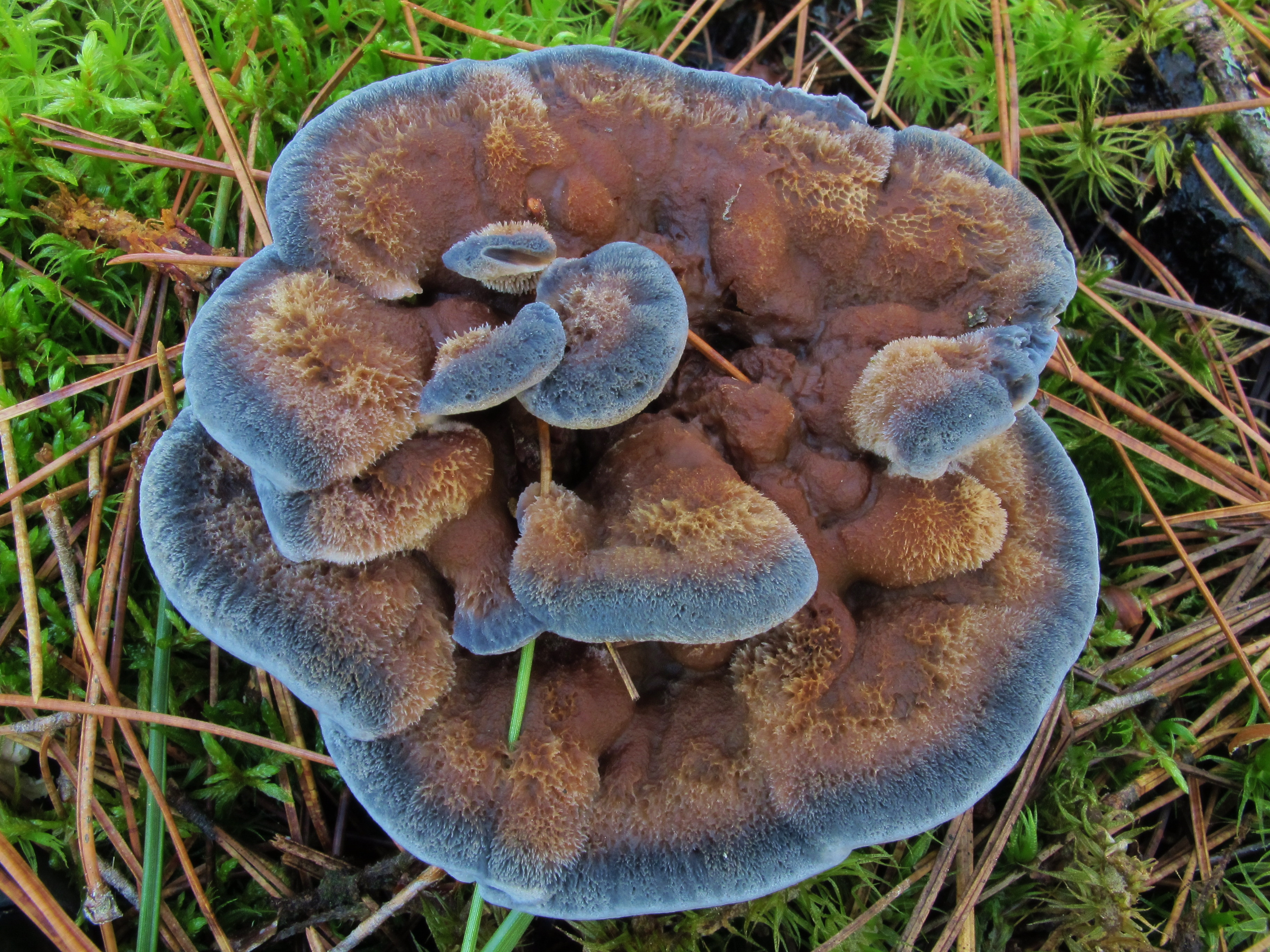
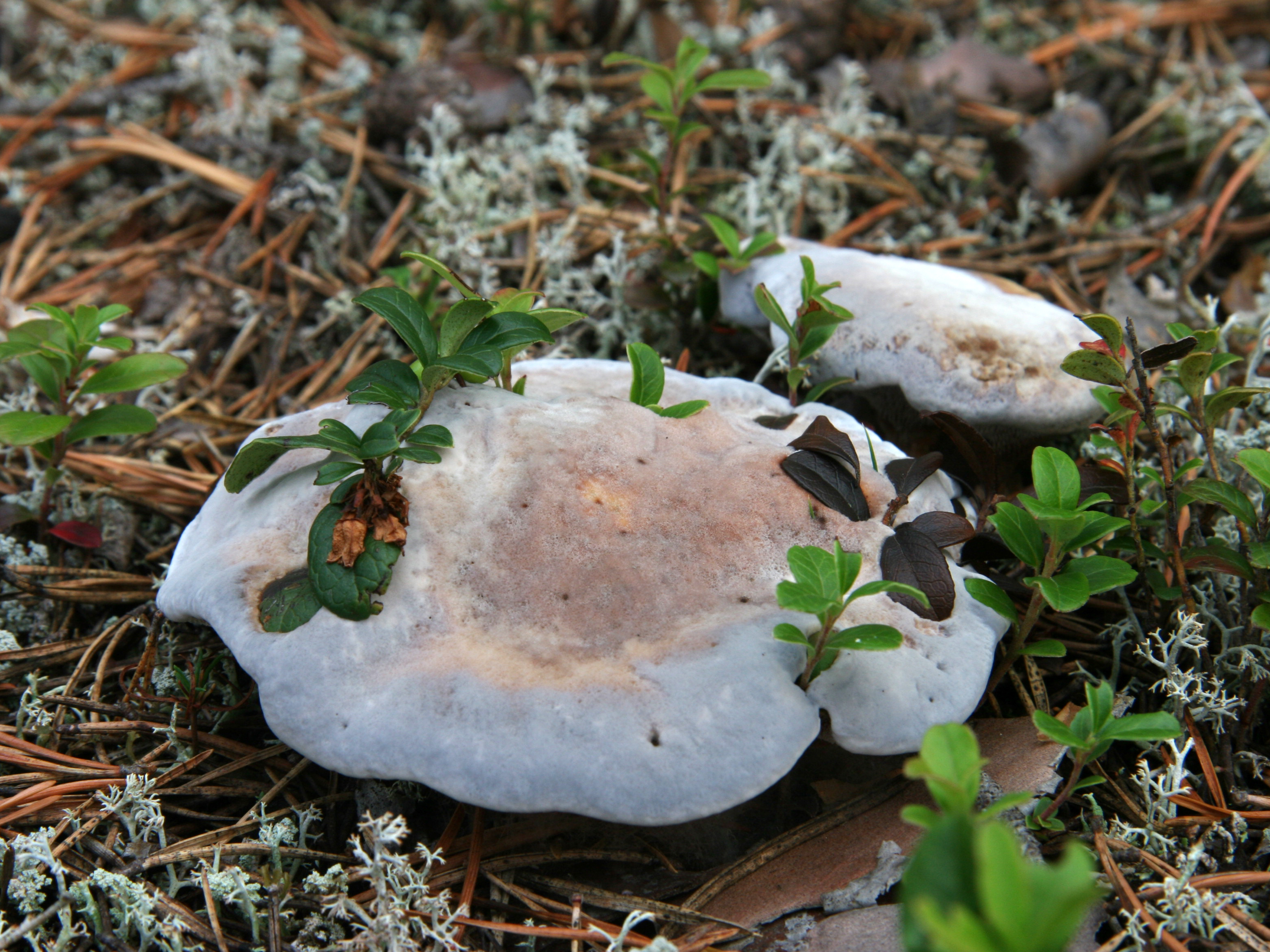
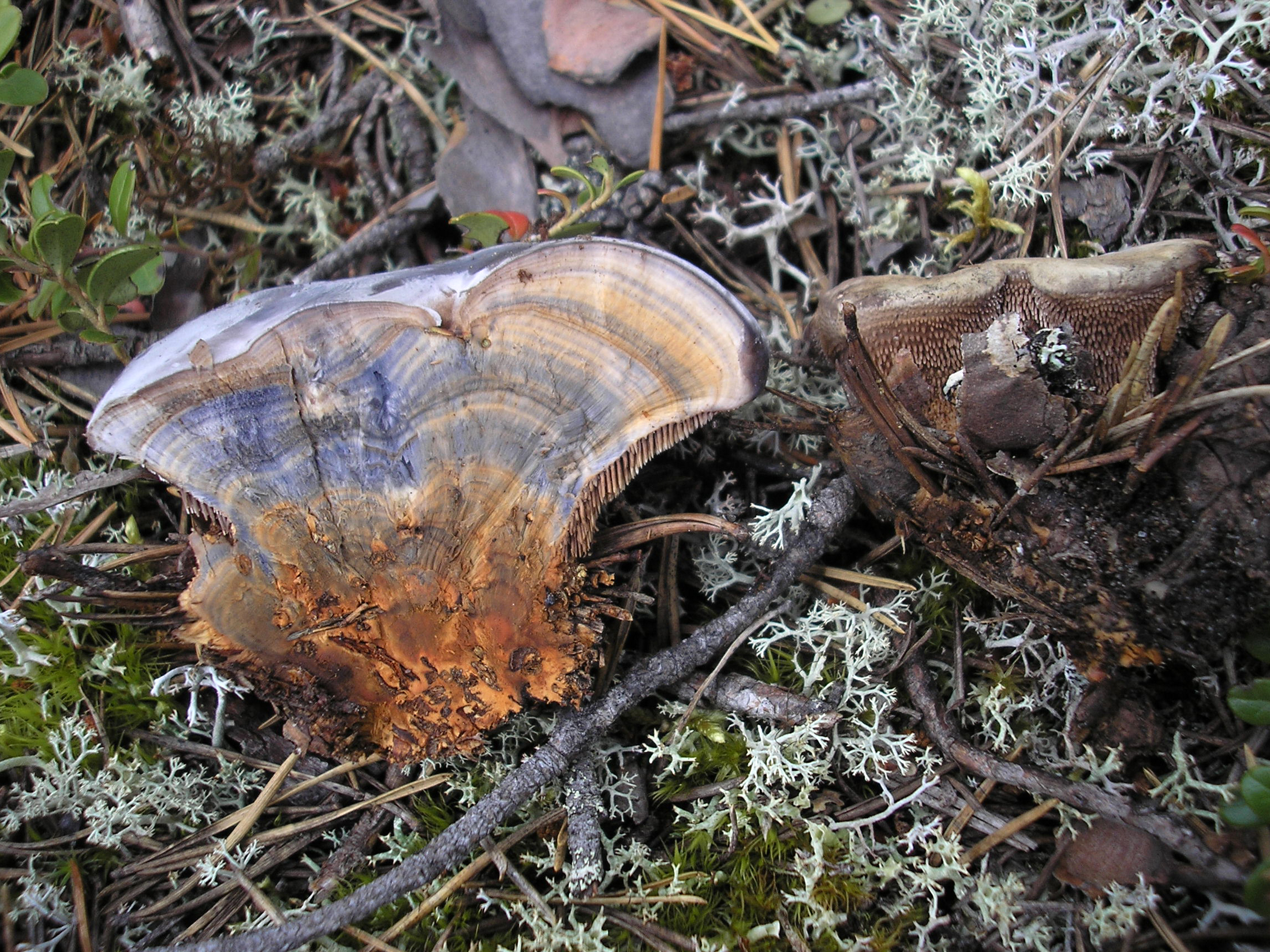

Nem ehető. 